# 1. Fußball-Club Magdeburg 2018-2019
Questa voce raccoglie le informazioni riguardanti il 1. Fußball-Club Magdeburg  nelle competizioni ufficiali della stagione calcistica 2018-2019.

## Stagione
Nella stagione 2018-2019 il Magdeburgo, allenato da Michael Oenning, concluse il campionato di 2. Bundesliga al 17º posto e fu retrocesso in 3. Liga. In coppa di Germania il Magdeburgo fu eliminato al primo turno dal Darmstadt.

## Rosa
| N. |                        | Ruolo | Calciatore           |
| -- | ---------------------- | ----- | -------------------- |
| 30 | Germania (bandiera)    | P     | Alexander Brunst     |
| 31 | Lussemburgo (bandiera) | P     | Tim Kips             |
| 1  | Georgia (bandiera)     | P     | Giorgi Loria         |
| 12 | Germania (bandiera)    | P     | Mario Seidel         |
| 33 | Francia (bandiera)     | D     | Romain Brégerie      |
| 16 | Germania (bandiera)    | D     | Nils Butzen          |
| 9  | Germania (bandiera)    | D     | Marcel Costly        |
| 10 | Germania (bandiera)    | D     | Nico Hammann         |
| 3  | Germania (bandiera)    | D     | Christopher Handke   |
| 18 | Serbia (bandiera)      | D     | Aleksandar Ignjovski |
| 4  | Germania (bandiera)    | D     | Jan Kirchhoff        |
| 5  | Germania (bandiera)    | D     | Tobias Müller        |
| 19 | Germania (bandiera)    | D     | Michel Niemeyer      |
| 29 | Germania (bandiera)    | D     | Timo Perthel         |

| N. |                     | Ruolo | Calciatore              |
| -- | ------------------- | ----- | ----------------------- |
| 14 | Germania (bandiera) | D     | Steffen Schäfer         |
| 17 | Germania (bandiera) | D     | Richard Weil            |
| 24 | Germania (bandiera) | C     | Tarek Chahed            |
| 13 | Germania (bandiera) | C     | Dennis Erdmann          |
| 23 | Francia (bandiera)  | C     | Charles-Elie Laprévotte |
| 22 | Germania (bandiera) | C     | Manfred Osei-Kwadwo     |
| 21 | Germania (bandiera) | C     | Rico Preißinger         |
| 6  | Germania (bandiera) | C     | Björn Rother            |
| 8  | Germania (bandiera) | C     | Philip Türpitz          |
| 11 | Germania (bandiera) | A     | Christian Beck          |
| 26 | Germania (bandiera) | A     | Marius Bülter           |
| 27 | Germania (bandiera) | A     | Steven Lewerenz         |
| 7  | Germania (bandiera) | A     | Felix Lohkemper         |

## Organigramma societario
Area tecnica
- Allenatore: Michael Oenning
- Allenatore in seconda: Silvio Bankert, Kevin Waliczek
- Preparatore dei portieri: Matthias Tischer
- Preparatori atletici: Dirk Keller, Tino Meyer, Mandy Rosenschon

## Risultati

### 2. Bundesliga

#### Girone di andata
| Arbitro: | Willenborg |

|          |           |                         |
| Beck 16’ | Marcatori | 29’ Buchtmann 81’ Knoll |

| Aue 12 agosto 2018, ore 15:30 CEST 2ª giornata | Erzgebirge Aue | 0 – 0 referto | Magdeburgo | Erzgebirgsstadion (13 300 spett.)\| Arbitro: \| Hartmann \| |
| Arbitro:                                       | Hartmann       |               |            |                                                             |

| Arbitro: | Siewer |

|             |           |            |
| Erdmann 29’ | Marcatori | 43’ Kittel |

| Arbitro: | Kampka |

|                        |           |             |
| Mühling 75’ Seydel 87’ | Marcatori | 65’ Türpitz |

| Magdeburgo 17 settembre 2018, ore 20:30 CEST 5ª giornata | Magdeburgo | 0 – 0 referto | Arminia Bielefeld | MDCC-Arena (19 794 spett.)\| Arbitro: \| Günsch \| |
| Arbitro:                                                 | Günsch     |               |                   |                                                    |

| Arbitro: | Dietz |

|                                                         |           |                                                      |
| Müller 2’ (aut.) Tekpetey 7’ Vasiliadis 62’ Schwede 77’ | Marcatori | 26’ Costly 63’ Beck 82’ Lohkemper 90’ (rig.) Türpitz |

| Arbitro: | Schlager |

|                                 |           |                                       |
| Beck 62’ Türpitz 64’ Handke 84’ | Marcatori | 19’ Il'jučenko 66’ Wolze 88’ Daschner |

| Arbitro: | Heft |

|  |           |          |
|  | Marcatori | 73’ Beck |

| Arbitro: | Gräfe |

|                               |           |                    |
| Kreuzer 60’ (aut.) Bülter 90’ | Marcatori | 7’ Koné 23’ Aosman |

| Arbitro: | Aarnink |

|                                                  |           |  |
| Griesbeck 18’ Dovedan 43’ Schnatterer 90’ (rig.) | Marcatori |  |

| Arbitro: | Gerach |

|  |           |           |
|  | Marcatori | 77’ Narey |

| Arbitro: | Cortus |

|                                        |           |            |
| Dursun 43’ Hammann 60’ (aut.) Sulu 80’ | Marcatori | 71’ Bülter |

| Arbitro: | Müller |

|              |           |                                       |
| Beck 4’, 67’ | Marcatori | 3’ Grüttner 80’ Correia 90’ Ghaddioui |

| Arbitro: | Schmidt |

|                                      |           |                        |
| Keita-Ruel 30’ Parker 88’ Magyar 90’ | Marcatori | 40’ Beck 49’ Lohkemper |

| Magdeburgo 2 dicembre 2018, ore 13:30 CET 15ª giornata | Magdeburgo | 0 – 0 referto | Bochum | MDCC-Arena (22 252 spett.)\| Arbitro: \| Kempter \| |
| Arbitro:                                               | Kempter    |               |        |                                                     |

| Arbitro: | Brych |

|          |           |           |
| Beck 39’ | Marcatori | 65’ Gogia |

| Arbitro: | Stieler |

|                                     |           |  |
| Córdoba 33’ Drexler 48’ Terodde 90’ | Marcatori |  |

#### Girone di ritorno
| Arbitro: | Schlager |

|                                                  |           |              |
| Nehrig 16’ Knoll 59’ (rig.) Diamantakos 63’, 90’ | Marcatori | 35’ Niemeyer |

| Arbitro: | Jöllenbeck |

|               |           |  |
| Lohkemper 44’ | Marcatori |  |

| Arbitro: | Günsch |

|  |           |             |
|  | Marcatori | 81’ Türpitz |

| Arbitro: | Schmidt |

|             |           |          |
| Türpitz 42’ | Marcatori | 5’ Serra |

| Arbitro: | Stegemann |

|          |           |                                              |
| Klos 69’ | Marcatori | 33’ Perthel 45’ Lohkemper 85’ (rig.) Türpitz |

| Arbitro: | Sather |

|                |           |               |
| Preißinger 13’ | Marcatori | 70’ Hünemeier |

| Arbitro: | Alt |

|           |           |  |
| Hajri 90’ | Marcatori |  |

| Arbitro: | Willenborg |

|  |           |            |
|  | Marcatori | 73’ Wooten |

| Arbitro: | Siebert |

|           |           |            |
| Röser 86’ | Marcatori | 43’ Rother |

| Magdeburgo 29 marzo 2019, ore 18:30 CET 27ª giornata | Magdeburgo | 0 – 0 referto | Heidenheim | MDCC-Arena (17 517 spett.)\| Arbitro: \| Kempkes \| |
| Arbitro:                                             | Kempkes    |               |            |                                                     |

| Arbitro: | Dankert |

|           |           |                        |
| Jatta 31’ | Marcatori | 60’ Bülter 90’ Türpitz |

| Arbitro: | Dietz |

|  |           |            |
|  | Marcatori | 87’ Heller |

| Arbitro: | Siewer |

|              |           |  |
| Grüttner 20’ | Marcatori |  |

| Arbitro: | Koslowski |

|                        |           |                |
| Beck 16’ Lohkemper 45’ | Marcatori | 11’ Steininger |

| Arbitro: | Gerach |

|                                                         |           |                     |
| Ganvoula M'Boussy 42’ Baumgartner 51’ Weilandt 61’, 84’ | Marcatori | 64’ Bülter 87’ Beck |

| Arbitro: | Schröder |

|                           |           |  |
| Prömel 8’ Polter 31’, 90’ | Marcatori |  |

| Arbitro: | Waschitzki |

|               |           |            |
| Lohkemper 53’ | Marcatori | 3’ Terodde |

### Coppa di Germania
| Arbitro: | Schröder |

|  |           |                 |
|  | Marcatori | 3’ (rig.) Kempe |

## Statistiche

### Statistiche di squadra
| Competizione      | Punti | In casa | In casa | In casa | In casa | In casa | In casa | In trasferta | In trasferta | In trasferta | In trasferta | In trasferta | In trasferta | Totale | Totale | Totale | Totale | Totale | Totale | DR  |
| Competizione      | Punti | G       | V       | N       | P       | Gf      | Gs      | G            | V            | N            | P            | Gf           | Gs           | G      | V      | N      | P      | Gf     | Gs     | DR  |
| ----------------- | ----- | ------- | ------- | ------- | ------- | ------- | ------- | ------------ | ------------ | ------------ | ------------ | ------------ | ------------ | ------ | ------ | ------ | ------ | ------ | ------ | --- |
| 2. Bundesliga     | 31    | 17      | 2       | 10      | 5       | 16      | 19      | 17           | 4            | 3            | 10           | 19           | 34           | 34     | 6      | 13     | 15     | 35     | 53     | -18 |
| Coppa di Germania | -     | 1       | 0       | 0       | 1       | 0       | 1       | 0            | 0            | 0            | 0            | 0            | 0            | 1      | 0      | 0      | 1      | 0      | 1      | -1  |
| Totale            | -     | 18      | 2       | 10      | 6       | 16      | 20      | 17           | 4            | 3            | 10           | 19           | 34           | 35     | 6      | 13     | 16     | 35     | 54     | -19 |

### Andamento in campionato
| Giornata  | 1  | 2  | 3  | 4  | 5  | 6  | 7  | 8  | 9  | 10 | 11 | 12 | 13 | 14 | 15 | 16 | 17 | 18 | 19 | 20 | 21 | 22 | 23 | 24 | 25 | 26 | 27 | 28 | 29 | 30 | 31 | 32 | 33 | 34 |
| --------- | -- | -- | -- | -- | -- | -- | -- | -- | -- | -- | -- | -- | -- | -- | -- | -- | -- | -- | -- | -- | -- | -- | -- | -- | -- | -- | -- | -- | -- | -- | -- | -- | -- | -- |
| Luogo     | C  | T  | C  | T  | C  | T  | C  | T  | C  | T  | C  | T  | C  | T  | C  | C  | T  | T  | C  | T  | C  | T  | C  | T  | C  | T  | C  | T  | C  | T  | C  | T  | T  | C  |
| Risultato | P  | N  | N  | P  | N  | N  | N  | V  | N  | P  | P  | P  | P  | P  | N  | N  | P  | P  | V  | V  | N  | V  | N  | P  | P  | N  | N  | V  | P  | P  | V  | P  | P  | N  |
| Posizione | 11 | 15 | 15 | 15 | 16 | 16 | 15 | 14 | 15 | 15 | 15 | 15 | 17 | 17 | 16 | 16 | 17 | 17 | 15 | 15 | 15 | 15 | 15 | 15 | 15 | 16 | 16 | 16 | 16 | 16 | 16 | 17 | 17 | 17 |

Legenda:

Luogo: C = Casa; T = Trasferta. Risultato: V = Vittoria; N = Pareggio; P = Sconfitta.

### Statistiche dei giocatori
| Giocatore      | 2. Bundesliga | 2. Bundesliga | 2. Bundesliga | 2. Bundesliga | Coppa di Germania | Coppa di Germania | Coppa di Germania | Coppa di Germania | Totale   | Totale | Totale      | Totale     |
| Giocatore      | Presenze      | Reti          | Ammonizioni   | Espulsioni    | Presenze          | Reti              | Ammonizioni       | Espulsioni        | Presenze | Reti   | Ammonizioni | Espulsioni |
| -------------- | ------------- | ------------- | ------------- | ------------- | ----------------- | ----------------- | ----------------- | ----------------- | -------- | ------ | ----------- | ---------- |
| A. Brunst      | 19            | 0             | 1             | 0             | 1                 | 0                 | 0                 | 0                 | 20       | 0      | 1           | 0          |
| T. Kips        | -             | -             | -             | -             | -                 | -                 | -                 | -                 | -        | -      | -           | -          |
| G. Loria       | 11            | 0             | 1             | 0             | -                 | -                 | -                 | -                 | 11       | 0      | 1           | 0          |
| M. Seidel      | 1             | 0             | 0             | 0             | -                 | -                 | -                 | -                 | 1        | 0      | 0           | 0          |
| R. Brégerie    | 8             | 0             | 2             | 0             | -                 | -                 | -                 | -                 | 8        | 0      | 2           | 0          |
| N. Butzen      | 18            | 0             | 2             | 0             | 1                 | 0                 | 0                 | 0                 | 19       | 0      | 2           | 0          |
| M. Costly      | 28            | 1             | 4             | 0             | 1                 | 0                 | 0                 | 0                 | 29       | 1      | 4           | 0          |
| N. Hammann     | 12            | 0             | 1             | 0             | 1                 | 0                 | 1                 | 0                 | 13       | 0      | 2           | 0          |
| C. Handke      | 7             | 1             | 0             | 0             | 1                 | 0                 | 0                 | 0                 | 8        | 1      | 0           | 0          |
| A. Ignjovski   | 17            | 0             | 5             | 0             | -                 | -                 | -                 | -                 | 17       | 0      | 5           | 0          |
| J. Kirchhoff   | 10            | 0             | 3             | 0             | -                 | -                 | -                 | -                 | 10       | 0      | 3           | 0          |
| T. Müller      | 29            | 0             | 4             | 1             | 1                 | 0                 | 0                 | 0                 | 30       | 0      | 4           | 1          |
| M. Niemeyer    | 23            | 1             | 3             | 0             | 1                 | 0                 | 0                 | 0                 | 24       | 1      | 3           | 0          |
| T. Perthel     | 13            | 1             | 4             | 0             | -                 | -                 | -                 | -                 | 13       | 1      | 4           | 0          |
| S. Schäfer     | 18            | 0             | 0             | 0             | -                 | -                 | -                 | -                 | 18       | 0      | 0           | 0          |
| R. Weil        | 15            | 0             | 1             | 0             | 1                 | 0                 | 0                 | 0                 | 16       | 0      | 1           | 0          |
| T. Chahed      | 10            | 0             | 0             | 0             | -                 | -                 | -                 | -                 | 10       | 0      | 0           | 0          |
| D. Erdmann     | 29            | 1             | 11            | 1             | -                 | -                 | -                 | -                 | 29       | 1      | 11          | 1          |
| C. Laprévotte  | 19            | 0             | 5             | 0             | -                 | -                 | -                 | -                 | 19       | 0      | 5           | 0          |
| M. Osei-Kwadwo | 3             | 0             | 0             | 0             | 1                 | 0                 | 0                 | 0                 | 4        | 0      | 0           | 0          |
| R. Preißinger  | 23            | 1             | 5             | 0             | -                 | -                 | -                 | -                 | 23       | 1      | 5           | 0          |
| B. Rother      | 26            | 1             | 8             | 0             | 1                 | 0                 | 1                 | 0                 | 27       | 1      | 9           | 0          |
| P. Türpitz     | 29            | 7             | 3             | 0             | -                 | -                 | -                 | -                 | 29       | 7      | 3           | 0          |
| C. Beck        | 31            | 10            | 2             | 0             | 1                 | 0                 | 0                 | 0                 | 32       | 10     | 2           | 0          |
| M. Bülter      | 32            | 4             | 4             | 0             | 1                 | 0                 | 0                 | 0                 | 33       | 4      | 4           | 0          |
| S. Lewerenz    | 7             | 0             | 0             | 0             | -                 | -                 | -                 | -                 | 7        | 0      | 0           | 0          |
| F. Lohkemper   | 29            | 6             | 1             | 0             | 1                 | 0                 | 0                 | 0                 | 30       | 6      | 1           | 0          |
| M. Berisha     | 4             | 0             | 0             | 0             | 1                 | 0                 | 0                 | 0                 | 5        | 0      | 0           | 0          |
| J. Fejzić      | 4             | 0             | 0             | 0             | -                 | -                 | -                 | -                 | 4        | 0      | 0           | 0          |